# Apsyrtos

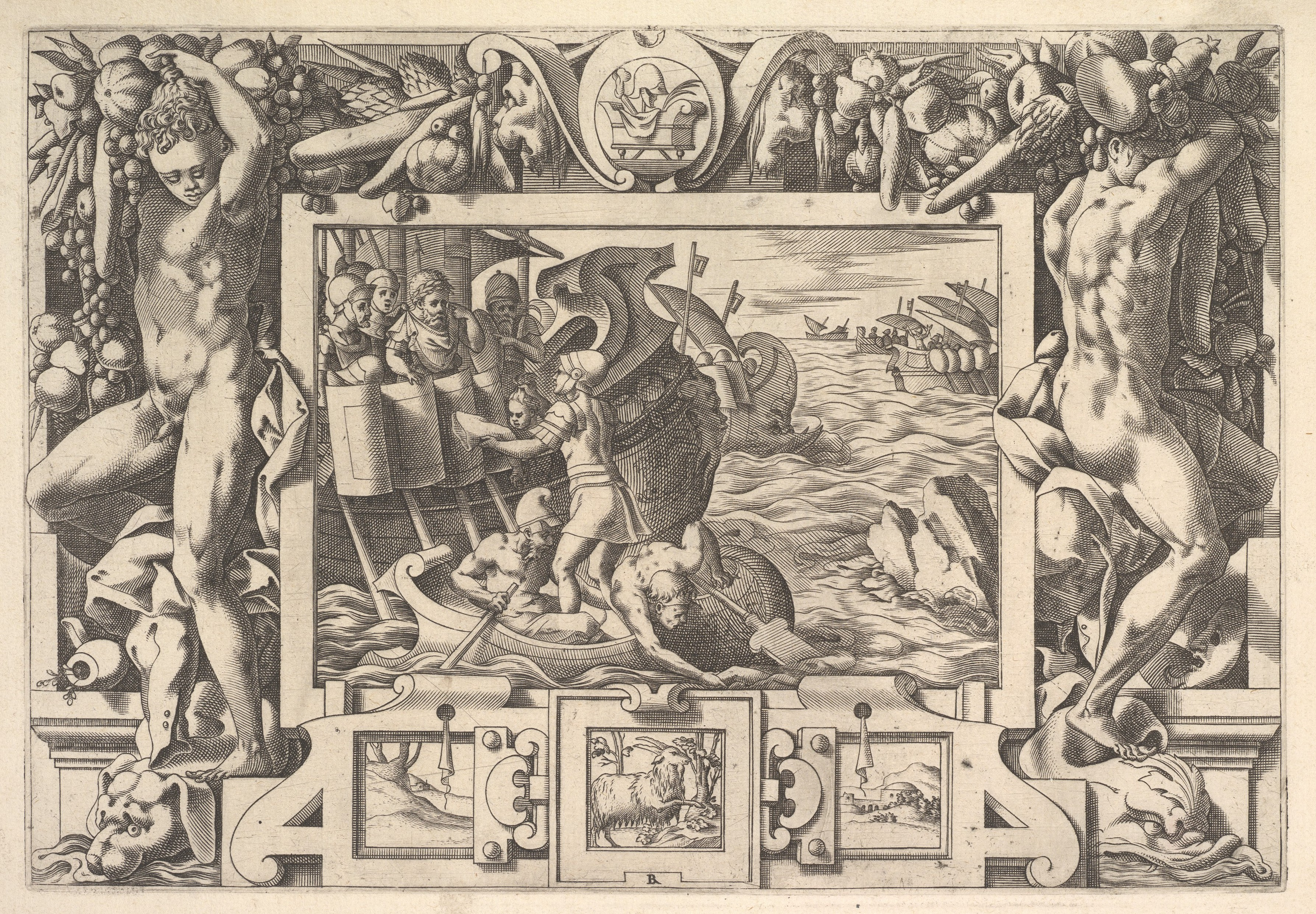
Kończyny Apsyrtosa podane ojcu zawinięte w tkaninie, Histoire de Jason et de la conquête de la toison d'or w zbiorach Metropolitan Museum.

Apsyrtos (także Absyrtos; gr. Ἄψυρτος Ápsyrtos, łac. Absyrtus) – w mitologii greckiej królewicz kolchidzki.
Uchodził za syna  króla Ajetesa i za brata Medei. Uciekając wraz z Jazonem przed swoim ojcem Ajetesem, królem Kolchidy, Medea zabrała brata – który w tej wersji ukazany jest jako dziecko – ze sobą; potem, aby opóźnić pościg, zamordowała i poćwiartowała brata, a jego ciało wrzuciła do morza. Ajetes wstrzymał pościg, nakazując zebranie szczątków syna, aby urządzić mu godny pogrzeb.
Według wersji poety epickiego Apolloniosa z Rodos Apsyrtos był zaś starszym bratem Medei. Gdy Jazon i jego siostra wraz z Argonautami uciekali ze Złotym Runem dowodził on drugą częścią floty pościgowej (pierwszą dowodził jego ojciec). Jako pierwszy dogonił on Argo i zamierzał zabić całą załogę. Uprzedziła go jednak Medea, który wbiła mu sztylet w szyję, po czym poćwiartowała jego ciało i wrzuciła do wody, przez co Ajetes musiał często zatrzymywać statki, by wyłowić którąś z części syna. Tak samo jak w innej wersji mitu, z morderstwa Medeę oczyściła Kirke.
Imię to nosił także grecki weterynarz opiekujący się końmi (hipiatra) w wojskach Konstantyna I Wielkiego. Uznawany za ojca weterynarii.